# Remission (album)
Remission är ett musikalbum i industrial genren med gruppen Skinny Puppy 1984 som då släpptes i vinylutförande.  Återsläpptes 1993 på cd med extra låtar tillagda för att göra den till en fullängdsskiva.

## Låtlista
| Nr  | Titel          | Längd | Notering                     |
| --- | -------------- | ----- | ---------------------------- |
| 1.  | Smothered Hope | 5:14  |                              |
| 2.  | Glass Houses   | 3:21  |                              |
| 3.  | Incision       | 4:41  | Inte med på originalvinylen. |
| 4.  | Far Too Frail  | 3:43  |                              |
| 5.  | Film           | 2:51  | Inte med på originalvinylen. |
| 6.  | Manwhole       | 1:44  | Inte med på originalvinylen. |
| 7.  | Ice Breaker    | 2:46  | Inte med på originalvinylen. |
| 8.  | Solvent        | 4:38  |                              |
| 9.  | Sleeping Beast | 6:01  |                              |
| 10. | Glass Out      | 3:25  | Inte med på originalvinylen. |
| 11. | ...Brap        | 1:09  |                              |

## Medverkande
- Nivek Ogre
- cEvin Key
- Dave Ogilvie
- Wilhelm Schroeder
- D. Plevin